# Bain tempéré de Plombières-les-Bains
Le Bain tempéré est un établissement thermal situé à Plombières-les-Bains dans le département français des Vosges en Lorraine.
Les façades et les toitures, la grande salle voûtée du rez-de-chaussée à l'exception du sol en matière plastique et la mosaïque de 1933 sont protégés en tant que monument historique depuis 2001.

## Historique

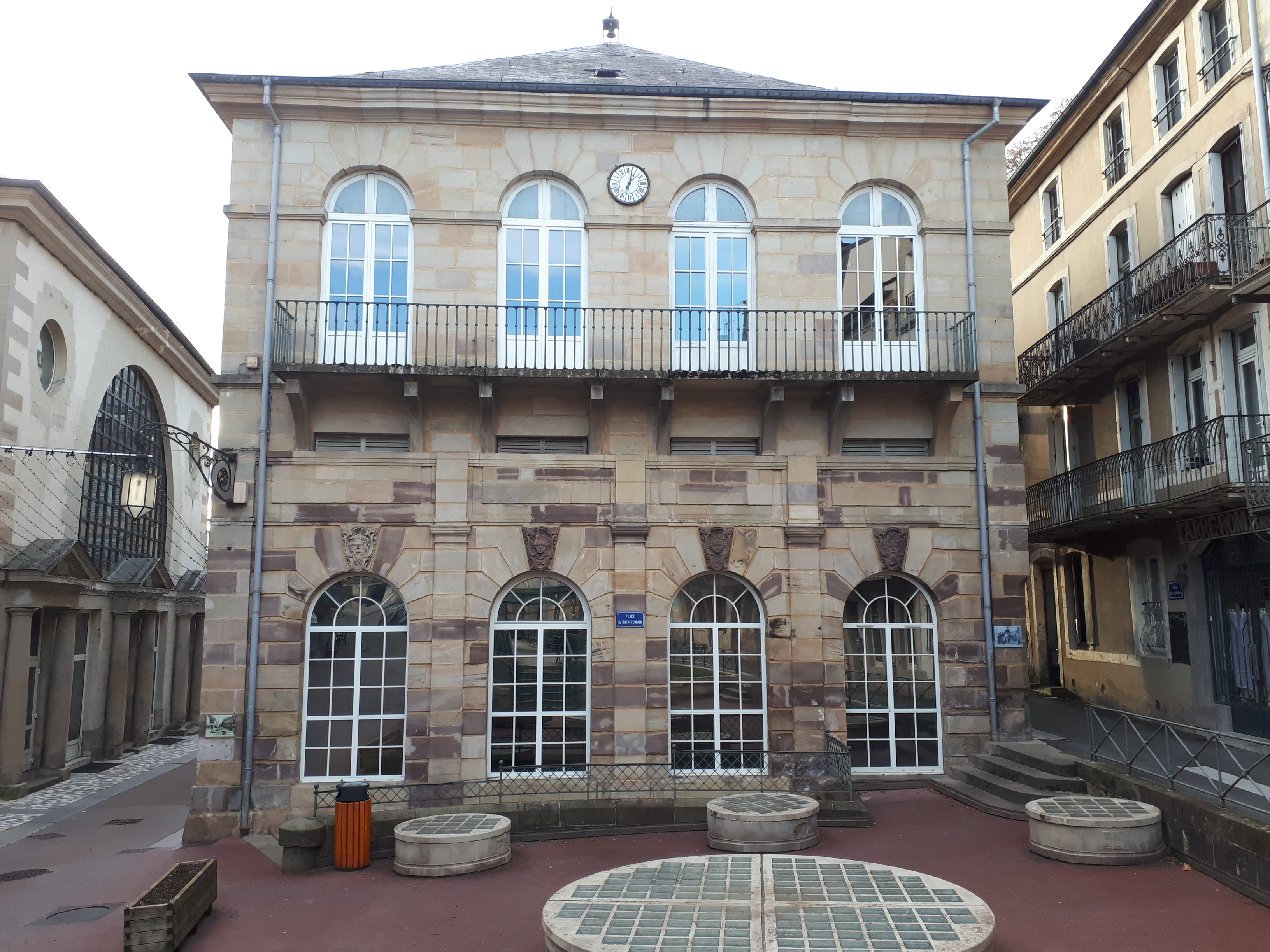
Le Bain tempéré depuis la place du Bain romain.

La construction du Bain tempéré fit suite à une terrible inondation qui ravagea la ville dans la nuit du 25 au 26 juillet 1770. Louis XV prescrivit aussitôt la levée d'une imposition spéciale sur la province de Lorraine et Barrois, dont le montant fut employé à la construction du Bain tempéré et d'une partie des maisons de la rue Stanislas.
Le Bain tempéré, ou Bain neuf, ou encore Bain royal, a été construit en 1771 et 1772 sur les plans de l'architecte Jean-Louis Deklier Dellile, à l'emplacement de deux maisons détruites.
L'État fit l'acquisition du premier étage en 1821. L'architecte Nicolas Grillot fut alors chargé de sa restauration en 1823, avec une reconstruction complète des parties hautes destinée à abriter les futurs salons dans un étage carré, en remplacement de l'étage d'attique du XVIIIe siècle.
Le Bain tempéré fit l'objet d'une restructuration complète en 1932 sous la direction de l'architecte Robert Danis. Il fit combler les piscines, achever la jonction entre le Bain des Capucins et le Bain tempéré en plaçant les sols au même niveau, prévoyant un comble à la Mansart (projet non réalisé), établit un escalier hors œuvre pour desservir l'étage... Les revêtements de sols sont mis en place.
Des travaux d'aménagement ont lieu en 1988-1989, puis en 1996-1998. Une verrière est placée au niveau du faîte.

## Architecture

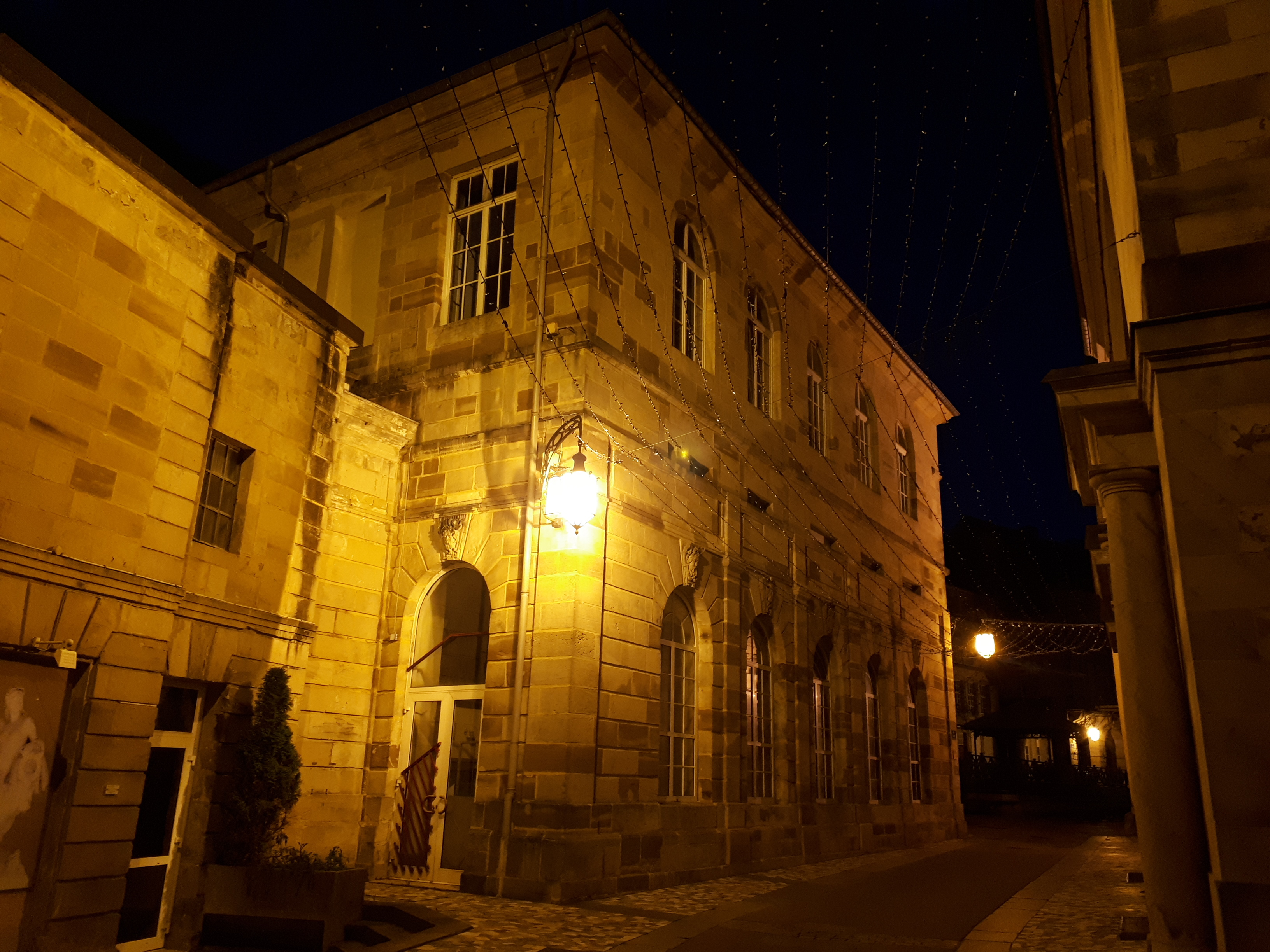
Le Bain tempéré depuis la rue Liétard.

Le bâtiment en pierre de taille de grès vosgien multicolore est de forme rectangulaire. Il se situe à en aval de la place du Bain romain face au Bain national auquel il fut autrefois relié par une passerelle au-dessus de la rue Liétard (anciennement rue de la Préfecture), et en amont du Bain des Capucins annexé depuis les travaux de Robert Danis.
Le premier niveau s'ouvre par de grandes baies couvertes dominées par des figures sculptées. L'étage, accessible par l'escalier tournant hors œuvre, est pourvu d'un couloir resté dans son état du XIXe siècle. Le Bain tempéré a conservé son organisation originelle autour d'une piscine unique, puis de quatre bassins, à nouveau piscine unique de natation et enfin de nouveau à l'usage thermal.